# Tadeusz Szymański (wojskowy)
Tadeusz Szymański pseud. Lis (ur. 15 kwietnia 1917 w Trzydniku Małym, zm. 9 lutego 2020 w Warszawie) – polski działacz komunistyczny i kombatancki, oficer Gwardii i Armii Ludowej, Milicji Obywatelskiej oraz „ludowego” Wojska Polskiego.

## Życiorys
Pochodził z rodziny chłopskiej. Działalność polityczna rozpoczął jeszcze przed wojną od zapisania się do Związku Młodzieży Wiejskiej RP „Wici”. W sierpniu 1941, za namową Aleksandra Szymańskiego ps. „Ali”, wstąpił do Robotniczo-Chłopskiej Organizacji Bojowej, lokalnego ruchu oporu radykalnej lewicy chłopskiej. Tadeusz Szymański w kolejnych miesiącach organizował podziemne komórki RChOB w rodzinnej gminie Trzydnik. W kwietniu 1942 organizacja połączona została z Polską Partią Robotniczą, powierzono mu zadanie organizacji struktur zbrojnej organizacji partii, Gwardii Ludowej PPR, na południu Lubelszczyzny (dział wówczas pod pseudonimem „Lis”). Początkowo był komendantem gminnym GL PPR w Trzydniku, następnie komendantem powiatowym w Kraśniku. Jesienią 1943 został mianowany dowódcą Okręgu Południowego Obwodu II Lubelskiego (w 1944 przemianowanego na Okręg nr. 5 Janów Lubelski), którym kierował aż do zajęcia regionu przez Armię Czerwoną. 22 października 1943 wziął udział w bitwie pod Kochanami, w lipcu 1944 uczestniczył w walkach z Niemcami koło Liśnika i Marynopola. We wsi Nikisiałka Mała prawie udało mu się schwytać Leonarda Zub-Zdanowicza, oficera NSZ.
Po wyzwoleniu Lubelszczyzny, jak większość oficerów Armii Ludowej, został skierowany do służby w Milicji Obywatelskiej. Otrzymał przydział do Komendy Głównej oraz prawo do noszenia pistoletu Vis wz. 35 nr 8015 (pamiątkowa broń ze służby w GL PPR i AL). W październiku 1944 skierowano Szymańskiego do służby w Komendzie Wojewódzkiej MO w Białymstoku. 26 lutego 1945 przeniesiono go do Bydgoszczy jako zastępcę komendanta wojewódzkiego MO ds. operacyjnych. Dopiero w czerwcu 1945 przeszedł do służby w powstałym z połączenia AL i 1 Armii Polskiej ludowego Wojska Polskiego trafiając do 7 Pułku Piechoty. Po ukończeniu rocznego kursu dowódców batalionu w Rembertowie został zastępcą dowódcy, a następnie dowódcą 5 Pułku Piechoty Korpusu Bezpieczeństwa Wewnętrznego w Krakowie, z którym wziął udział w likwidacji zgrupowania partyzanckiego „Błyskawica” oraz sotnią „Stacha” z Ukraińskiej Powstańczej Armii. W 1948 zdał maturę a w 1949 został wykładowcą, a następnie kierownikiem Studium Wojskowego w Politechnice Gdańskiej i WSR. W latach 1957–1960 był zastępcą attaché wojskowego w Korei Północnej i Chinach. Po powrocie do kraju w maju 1961 roku skierowano go na Wyższy Kurs Doskonalenia Oficerów Akademii Sztabu Generalnego im. gen. Karola Świerczewskiego. Ukończył także studia pedagogiczne w Wojskowej Akademii Politycznej uzyskując dyplom magistra.  Od 1972 pracował jako dyrektor Biura Wojskowego w urzędach administracji państwowej. W marcu 1975 został przeniesiony w stan spoczynku.
W 1964 orzymał I miejsce w konkursie redakcji "Żołnierza Wolności" na pamiętnik oficera z okazji 20-lecia LWP. Jego praca nosiła tytuł "My ze spalonych wsi" i została rok później wydana nakładem Wydawnictwa MON. Na emeryturze działał w ZBoWiD, w środowisku byłych żołnierzy Armii Ludowej.
Po przemianach ustrojowych w Polsce płk Tadeusz Szymański został przewodniczącym Rady Krajowej Środowiska Żołnierzy Armii Ludowej przy Związku Kombatantów RP i Byłych Więźniów Politycznych. W 2017, po 26 latach, zrezygnował z funkcji, zastąpił go płk Józef Karbownik.

## Życie prywatne

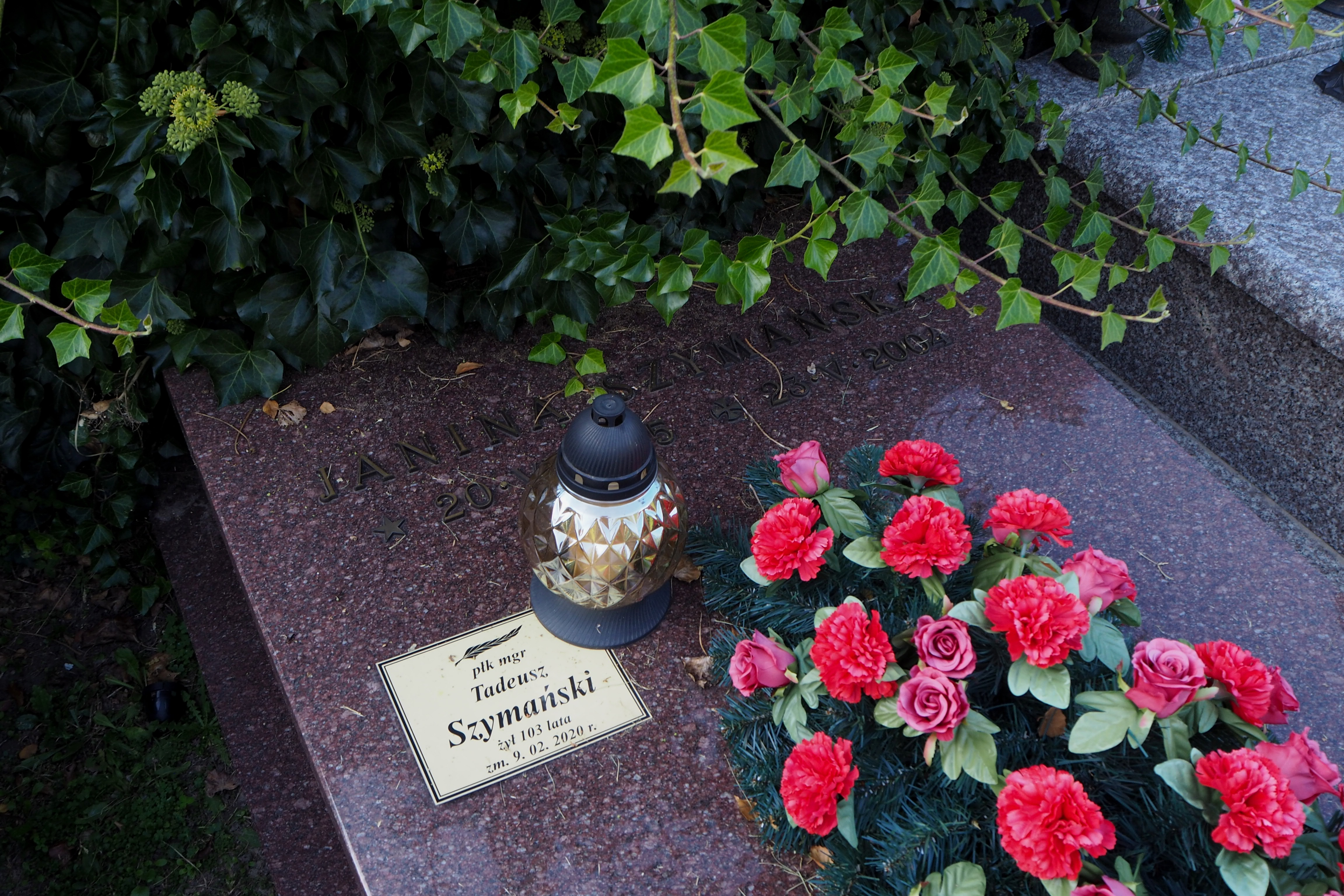
Grób Tadeusza Szymańskiego na cmentarzu Wojskowym na Powązkach w Warszawie

Jego rodzonym bratem był Aleksander Szymański ps. „Bogdan”.
W 1948 poślubił Janinę Łukasik (1925-2004), córkę sąsiadów z lat przedwojennych, z którą miał później dzieci. Para spoczywa na cmentarzu Wojskowym na Powązkach (kwatera HIII-8-5).

## Publikacje
- „My ze spalonych wsi” (Warszawa 1965)
- „Świtanie jutra” (Warszawa 1974)
- „Nocne alarmy” (Lublin 1979)
- „Z pól bitewnych Lubelszczyzny” (Warszawa 1981)
- „Życie znaczone walką” (Warszawa 2002)
- „Tyle lat minęło...” (Warszawa 2006)

## Awanse
- porucznik – 28 lutego 1944
- kapitan – lipiec 1944
- major – przełom 1944/45[11]
- podpułkownik – 1951
- pułkownik – czerwiec 1961

## Ordery i odznaczenia
- Order Sztandaru Pracy II klasy
- Order Krzyża Grunwaldu III klasy - potwierdzenie nadania za okres wojny otrzymał w styczniu 1945[11]
- Krzyż Oficerski Orderu Odrodzenia Polski
- Krzyż Srebrny Orderu Virtuti Militari
- Złoty Krzyż Zasługi
- Krzyż Walecznych
- Krzyż Partyzancki
- Medal „Za udział w walkach w obronie władzy ludowej”
- Medal Zwycięstwa i Wolności 1945
- Medal „Siły Zbrojne w Służbie Ojczyzny” (komplet)

i inne.